# Episodi di Jūi Dolittle
Il dorama Jūi Dolittle è stato trasmesso in Giappone su TBS dal 17 ottobre al 19 dicembre 2010.
In Italia è inedita.
| Nº | Giapponese 「Kanji」 - Rōmaji                                                                               | In onda          | In onda |
| Nº | Giapponese 「Kanji」 - Rōmaji                                                                               | Giapponese       |         |
| 1  | 「救え!! 声なき命」 - Sukue!! koe naki inochi                                                               | 17 ottobre 2010  |         |
| 2  | 「命を預かる覚悟」 - Inochi wo azuka ru kakugo                                                              | 24 ottobre 2010  |         |
| 3  | 「モンスター飼い主」 - Monsuta kainushi                                                                     | 31 ottobre 2010  |         |
| 4  | 「救え愛に命をかけたノラ犬」 - Sukue ai ni inochi wokaketa nora inu                                         | 14 novembre 2010 |         |
| 5  | 「鳩が結ぶ50年越しの夫婦愛」 - Hato ga musubu 50 toshikoshi no fūfu ai                                      | 21 novembre 2010 |         |
| 6  | 「子供達に届け!! 猪親子の声」 - Kodomotachi ni todoke!! inoshishi oyako no koe                              | 28 novembre 2010 |         |
| 7  | 「助手失格!! 本当の愛情」 - Joshu shikkaku!! hontō no aijō                                                  | 5 dicembre 2010  |         |
| 8  | 「最終章〜安楽死」 - Saishūshō ~ anrakushi                                                                  | 12 dicembre 2010 |         |
| 9  | 「さらばドリトル!! 衝撃のラストと涙の決断!!」 - Saraba doritoru!! shōgeki no rasuto to namida no ketsudan!! | 19 dicembre 2010 |         |